# Палома Херера
Палома Херера (рођена 21. децембра 1975. године) је аргентинска балерина.

## Младост
Палома је рођена у Буенос Ајресу у Аргентини. Почела је студирати балет у седмој години уз наставницу Олгу Фери. Убрзо је постала запажена у Јужној Америци.

## Каријера
Док јој је репутација расла, позвала ју је Наталија Макарова да студира са њом у школи English National Ballet у Лондону. Након тога студије наставља у Њујорку. Оставила је јаке импресије и позвана је да игра главну улогу у дјелу на главној школској радионици. 
Званично је постала члан Америчког балетског театра 1991. године. 1993. године изабрана је за солисту, а до 1995. године постала је главна плесачица.
Осим што представља уважену балерину, она је уобичајено присутна на друштвеној сцени у Њујорку.